# Värnamo (đô thị)
Värnamo Municipality (Värnamo kommun) là một đô thị ở hạt Jönköping ở phía nam Thụy Điển, với thủ phủ là thị xã Värnamo.
Đô thị được lập năm 1971, khi thành phố Värnamo (thành lập năm 1920) được hợp nhất với the đô thị nông nghiệp xung quanh để tạo thành một đô thị đơn nhất.

## Các đơn vị dân cư trực thuộc
Có 9 khu vực đô thị (cũng gọi là Tätort hay đơn vị địa phương) tại đô thị Värnamo.
Bảng dưới đây liệt kê các đơn vị trực thuộc của đô thị này theo quy mô dân số thời điểm 31 tháng 12 năm 2005. Thủ phủ được bôi đậm.
| # | Địa phương | Dân số |
| - | ---------- | ------ |
| 1 | Värnamo    | 18,469 |
| 2 | Rydaholm   | 1.554  |
| 3 | Forsheda   | 1.486  |
| 4 | Bredaryd   | 1.440  |
| 5 | Bor        | 1.333  |
| 6 | Horda      | 364    |
| 7 | Lanna      | 349    |
| 8 | Kärda      | 309    |
| 9 | Hånger     | 305    |